# Basketball-Weltmeisterschaft der Damen 2022
Die 19. Basketball-Weltmeisterschaft der Damen (offiziell: FIBA Women's Basketball World Cup 2022) fand vom 22. September bis zum 1. Oktober 2022 in Australien statt.  Das Turnier wurde an zwei Spielorten im Olympiapark von Sydney ausgetragen. Im Unterschied zu den letzten Turnieren nahmen diesmal nur 12 Nationen teil.
Die Vereinigten Staaten gingen als dreimaliger Titelverteidiger in das Turnier und konnten den Titel mit einem 83:61-Finalsieg gegen China vor 15.895 Zuschauern verteidigen. Gastgeber Australien sicherte sich mit einem 95:65-Sieg gegen Kanada die Bronzemedaille. Mit insgesamt 145.519 Zuschauern brach das Turnier den Zuschauerrekord für eine Basketball-Weltmeisterschaft der Frauen.

## Vergabe
Australien und Russland waren die einzigen beiden Verbände, die sich um die Ausrichtung des Turniers beworben hatten. Am 26. März 2020 wurde vom Weltbasketballverband FIBA bekannt gegeben, dass Australien den Zuschlag zur Ausrichtung der Weltmeisterschaft erhalten hat.

## Austragungsorte
Die Spiele wurden wurde an zwei Spielorten – dem Sydney SuperDome und dem State Sports Centre – im Sydney Olympic Park, dem Olympiapark von Sydney, ausgetragen.
| \| Sydney \|             |
| Spielort Australien 2022 |
| Sydney                   |

| Sydney |

## Qualifikation
Australien war als Gastgeber automatisch qualifiziert. Die Vereinigten Staaten qualifizierten sich ebenfalls automatisch als amtierender Olympiasieger 2020.

### Qualifikationsturnier
Alle anderen Mannschaften mussten sich erst über ein vom 10. bis 14. Februar 2022 ausgetragenes Qualifikationsturnier für die Endrunde qualifizieren. Sechzehn Mannschaften, die sich in ihren jeweiligen Kontinentalmeisterschaften zu diesem Qualifikationsturnier qualifiziert hatten, wurden in vier Gruppen zu je vier Mannschaften aufgeteilt.
Die drei besten Mannschaften jeder Gruppe qualifizierten sich für die Endrunde. Die beiden bereits qualifizierten Mannschaften, Gastgeber Australien und der Olympiasieger 2020, die Vereinigten Staaten, nahmen ebenfalls an diesem Turnier teil, sodass sich aus den Gruppen, in denen diese beiden Mannschaften spielten, nur zwei weitere Mannschaften qualifizierten.
Die Gruppen A und B spielten in Belgrad, Serbien, die Gruppe C in Osaka, Japan, und die Gruppe D in Washington, Vereinigte Staaten. Weitere Details und die Spielergebnisse zu dem Qualifikationsturnier finden sich beispielsweise auf der englischsprachigen Fassung dieses Artikels.
Sportlich qualifiziert waren nach dem Qualifikationsturnier auch Russland und Nigeria. Am 1. März 2022 wurde Russland von der FIBA wegen des Einmarsches in die Ukraine disqualifiziert. Als Ersatz erhielt Puerto Rico am 18. Mai 2022 eine Wildcard zur Teilnahme an der Weltmeisterschaft. Nigeria musste sich im Juni 2022 aufgrund der politischen Lage im Land zurückziehen und wurde durch Mali (dem Vizemeister der Afrikameisterschaft 2021) ersetzt.

### Teilnehmende Nationen
FIBA Europa: (4 Teilnehmer)
- Belgien
- Frankreich
- Bosnien und Herzegowina
- Serbien

FIBA Amerika: (3 Teilnehmer)
- Kanada
- Puerto Rico
- Vereinigte Staaten – qualifiziert als Olympiasieger

FIBA Asien: (3 Teilnehmer)
- China
- Japan
- Südkorea

FIBA Afrika: (1 Teilnehmer)
- Mali

FIBA Ozeanien: (1 Teilnehmer)
- Australien – qualifiziert als Gastgeber

## Modus
Die zwölf teilnehmenden Teams wurden während einer Zeremonie am 3. März 2022 entsprechend ihrer aktuellen FIBA-Rankliste in zwei Töpfe aufgeteilt und in zwei Gruppen für die Gruppenphase des Turniers gelost.
Beim Turnier wurde erst eine Vorrunde in zwei Gruppen mit jeweils sechs Teams ausgetragen, die innerhalb der Gruppen im Rundenturnier-Modus jeweils einmal gegeneinander antraten. Die vier besten Teams jeder Gruppe qualifizierten sich für die Finalrunde. Für die Klassifizierung innerhalb einer Gruppe galten die folgenden Kriterien: Siegpunkte, direkter Vergleich, Differenz Korbpunkte, erzielte Korbpunkte.
In der Finalrunde wurde das Turnier beginnend mit einem Viertelfinale mit Ausscheidungsspielen im K.-o.-System fortgeführt. Die Verlierer der Halbfinalspiele spielten gegeneinander um die Bronzemedaille, während der Sieger des Finalspiels als Weltmeister gekürt wurde.

## Vorrunde

### Gruppe A
| Platz | Team                    | Spiele | Siege | Niederl. | Siegpunkte | Korbpunkte | Diff. |
| ----- | ----------------------- | ------ | ----- | -------- | ---------- | ---------- | ----- |
| 1     | Vereinigte Staaten      | 5      | 5     | 0        | 10         | 536:305    | +231  |
| 2     | China                   | 5      | 4     | 1        | 9          | 444:287    | +157  |
| 3     | Belgien                 | 5      | 3     | 2        | 8          | 364:349    | +15   |
| 4     | Puerto Rico             | 5      | 2     | 3        | 7          | 341:400    | −59   |
| 5     | Südkorea                | 5      | 1     | 4        | 6          | 346:494    | −148  |
| 6     | Bosnien und Herzegowina | 5      | 0     | 5        | 5          | 289:405    | −196  |

1. Spieltag Gruppe A
| Datum      |                         | Ergebnis |             | Bericht  |
| ---------- | ----------------------- | -------- | ----------- | -------- |
| 22.09.2022 | Bosnien und Herzegowina | 58:82    | Puerto Rico | fiba.com |
| 22.09.2022 | Vereinigte Staaten      | 87:72    | Belgien     | fiba.com |
| 22.09.2022 | Südkorea                | 44:107   | China       | fiba.com |

2. Spieltag Gruppe A
| Datum      |             | Ergebnis |                         | Bericht  |
| ---------- | ----------- | -------- | ----------------------- | -------- |
| 23.09.2022 | Puerto Rico | 42:106   | Vereinigte Staaten      | fiba.com |
| 23.09.2022 | Belgien     | 84:61    | Südkorea                | fiba.com |
| 23.09.2022 | China       | 98:51    | Bosnien und Herzegowina | fiba.com |

3. Spieltag Gruppe A
| Datum      |                         | Ergebnis |          | Bericht  |
| ---------- | ----------------------- | -------- | -------- | -------- |
| 24.09.2022 | Vereinigte Staaten      | 77:63    | China    | fiba.com |
| 24.09.2022 | Bosnien und Herzegowina | 66:99    | Südkorea | fiba.com |
| 24.09.2022 | Puerto Rico             | 65:68    | Belgien  | fiba.com |

4. Spieltag Gruppe A
| Datum      |          | Ergebnis |                         | Bericht  |
| ---------- | -------- | -------- | ----------------------- | -------- |
| 26.09.2022 | Belgien  | 85:55    | Bosnien und Herzegowina | fiba.com |
| 26.09.2022 | Südkorea | 69:145   | Vereinigte Staaten      | fiba.com |
| 26.09.2022 | China    | 95:60    | Puerto Rico             | fiba.com |

5. Spieltag Gruppe A
| Datum      |                    | Ergebnis |                         | Bericht  |
| ---------- | ------------------ | -------- | ----------------------- | -------- |
| 27.09.2022 | Puerto Rico        | 92:73    | Südkorea                | fiba.com |
| 27.09.2022 | China              | 81:55    | Belgien                 | fiba.com |
| 27.09.2022 | Vereinigte Staaten | 121:59   | Bosnien und Herzegowina | fiba.com |

### Gruppe B
| Platz | Team       | Spiele | Siege | Niederl. | Siegpunkte | Korbpunkte | Diff. |
| ----- | ---------- | ------ | ----- | -------- | ---------- | ---------- | ----- |
| 1     | Australien | 5      | 4     | 1        | 9          | 390:308    | +81   |
| 2     | Kanada     | 5      | 4     | 1        | 9          | 356:301    | +55   |
| 3     | Serbien    | 5      | 3     | 2        | 8          | 332:330    | +2    |
| 4     | Frankreich | 5      | 3     | 2        | 8          | 318:296    | +22   |
| 5     | Japan      | 5      | 1     | 4        | 6          | 316:333    | −17   |
| 6     | Mali       | 5      | 0     | 5        | 5          | 306:450    | −144  |

1. Spieltag Gruppe B
| Datum      |            | Ergebnis |            | Bericht  |
| ---------- | ---------- | -------- | ---------- | -------- |
| 22.09.2022 | Kanada     | 67:60    | Serbien    | fiba.com |
| 22.09.2022 | Japan      | 89:56    | Mali       | fiba.com |
| 22.09.2022 | Australien | 57:70    | Frankreich | fiba.com |

2. Spieltag Gruppe B
| Datum      |            | Ergebnis |            | Bericht  |
| ---------- | ---------- | -------- | ---------- | -------- |
| 23.09.2022 | Serbien    | 69:64    | Japan      | fiba.com |
| 23.09.2022 | Frankreich | 45:59    | Kanada     | fiba.com |
| 23.09.2022 | Mali       | 58:118   | Australien | fiba.com |

3. Spieltag Gruppe B
| Datum      |            | Ergebnis |            | Bericht  |
| ---------- | ---------- | -------- | ---------- | -------- |
| 25.09.2022 | Mali       | 59:74    | Frankreich | fiba.com |
| 25.09.2022 | Australien | 69:54    | Serbien    | fiba.com |
| 25.09.2022 | Japan      | 56:70    | Kanada     | fiba.com |

4. Spieltag Gruppe B
| Datum      |            | Ergebnis |            | Bericht  |
| ---------- | ---------- | -------- | ---------- | -------- |
| 26.09.2022 | Serbien    | 81:68    | Mali       | fiba.com |
| 26.09.2022 | Frankreich | 67:53    | Japan      | fiba.com |
| 26.09.2022 | Kanada     | 72:75    | Australien | fiba.com |

5. Spieltag Gruppe B
| Datum      |            | Ergebnis |            | Bericht  |
| ---------- | ---------- | -------- | ---------- | -------- |
| 27.09.2022 | Mali       | 65:88    | Kanada     | fiba.com |
| 27.09.2022 | Serbien    | 68:62    | Frankreich | fiba.com |
| 27.09.2022 | Australien | 71:54    | Japan      | fiba.com |

## Finalrunde
Die Paarungen für das Viertelfinale wurden per Los bestimmt. Die beiden bestplatzierten Mannschaften jeder Gruppe wurden gegen die beiden dritt- und viertplatzierten Mannschaften der anderen Gruppe gelost.

### Turnierbaum
|  | Viertelfinale      | Viertelfinale      |               |                    | Halbfinale       | Halbfinale |  |  | Finale     | Finale     |
|  |                    |                    |               |                    |                  |            |  |  |            |            |
|  | 29. September      |                    |               |                    |                  |            |  |  |            |            |
|  | Belgien            | 69                 |               |                    |                  |            |  |  |            |            |
|  | Belgien            | 69                 | 30. September |                    |                  |            |  |  |            |            |
|  | Australien         | 86                 |               |                    |                  |            |  |  |            |            |
|  | Australien         | 86                 | Australien    | 59                 |                  |            |  |  |            |            |
|  |                    |                    | Australien    | 59                 |                  |            |  |  |            |            |
|  |                    | China              | 61            |                    |                  |            |  |  |            |            |
|  | China              | China              | 61            | 85                 |                  |            |  |  |            |            |
|  | China              |                    |               | 85                 |                  |            |  |  |            |            |
|  | Frankreich         | 71                 |               | 1. Oktober         | 1. Oktober       |            |  |  |            |            |
|  | 29. September      | 29. September      | China         | 61                 |                  |            |  |  |            |            |
|  | 29. September      | 29. September      |               | Vereinigte Staaten | 83               |            |  |  |            |            |
|  | Puerto Rico        | 60                 |               |                    |                  |            |  |  |            |            |
|  | Kanada             | 79                 |               |                    |                  |            |  |  |            |            |
|  | Kanada             | 79                 | Kanada        | 43                 |                  |            |  |  |            |            |
|  |                    |                    | Kanada        | 43                 | Spiel um Platz 3 |            |  |  |            |            |
|  |                    | Vereinigte Staaten | 83            |                    |                  |            |  |  |            |            |
|  | Vereinigte Staaten | Vereinigte Staaten | 83            | 88                 | Australien       | 95         |  |  |            |            |
|  | Vereinigte Staaten | 30. September      |               | 88                 | Australien       | 95         |  |  |            |            |
|  | Serbien            | 55                 |               | Kanada             | 65               |            |  |  |            |            |
|  | Serbien            | 55                 |               |                    | 65               |            |  |  |            |            |
|  | 29. September      | 29. September      |               |                    |                  |            |  |  | 1. Oktober | 1. Oktober |

### Viertelfinale
| Datum      |                    | Ergebnis |            | Bericht  |
| ---------- | ------------------ | -------- | ---------- | -------- |
| 29.09.2022 | Belgien            | 69:86    | Australien | fiba.com |
| 29.09.2022 | China              | 85:71    | Frankreich | fiba.com |
| 29.09.2022 | Puerto Rico        | 60:79    | Kanada     | fiba.com |
| 29.09.2022 | Vereinigte Staaten | 88:55    | Serbien    | fiba.com |

### Halbfinale
| Datum      |            | Ergebnis |                    | Bericht  |
| ---------- | ---------- | -------- | ------------------ | -------- |
| 30.09.2022 | Australien | 59:61    | China              | fiba.com |
| 30.09.2022 | Kanada     | 43:83    | Vereinigte Staaten | fiba.com |

### Spiel um Platz 3
| Datum      |            | Ergebnis |        | Bericht  |
| ---------- | ---------- | -------- | ------ | -------- |
| 01.10.2022 | Australien | 95:65    | Kanada | fiba.com |

### Finale
| Datum      |       | Ergebnis |                    | Bericht  |
| ---------- | ----- | -------- | ------------------ | -------- |
| 01.10.2022 | China | 61:83    | Vereinigte Staaten | fiba.com |

## Auszeichnungen
All-Tournament Team
In die Auswahl der fünf besten Spielerinnen des Turniers wurden folgende Spielerinnen berufen:
- A'ja Wilson
- Breanna Stewart
- Han Xu
- Stephanie Talbot
- Bridget Carleton

Auszeichnungen
- Most Valuable Player:  A'ja Wilson
- Best Defensive Player:  Alyssa Thomas
- Best Coach:  Zheng Wei

Statistiken
Die primären persönlichen Statistiken wurden angeführt von den folgenden Spielerinnen:
- Korbpunkte:  Arella Guirantes mit 18,2 Punkten pro Spiel
- Rebounds:  Sika Kone mit 11,8 Rebounds pro Spiel
- Assists:  Yvonne Anderson mit 6,5 Assists pro Spiel
- Effizienz:  A'ja Wilson mit einem Wert von 24,5 pro Spiel